# Pyrausta signatalis
Pyrausta signatalis is een vlinder van de familie van de grasmotten (Crambidae). De wetenschappelijke naam van deze soort is voor het eerst voorgesteld als Rhodaria signatalis door Francis Walker in een publicatie uit 1866.
De soort komt voor in het zuiden van Canada, de Verenigde Staten. en Cuba.